# Diego Pampín
Diego Varela Pampín (Oleiros, La Coruña, 15 de marzo del 2000) es un futbolista español. Juega como defensa en el Levante U. D. de la Primera División de España.
Pampín ganó el Campeonato Europeo Sub-17 de la UEFA 2017 con la selección de fútbol sub-17 de España en 2017. Además obtuvo la medalla de plata en la Copa Mundial de Fútbol Sub-17 de 2017 por el subcampeonato.

## Carrera deportiva
Empieza su carrera futbolística en el Ural y después pasaría por el Victoria. Criado en el fútbol base del Real Club Celta de Vigo, en 2018 asciende al Real Club Celta de Vigo "B" que en esa época era entrenado por el español Rubén Albés, ejerciendo ya como capitán. Para el 2021 y bajo las órdenes del director técnico Onésimo Sánchez, es el futbolista que más partidos y minutos ha disputado en la Primera División RFEF 2021-22. Por sus actuaciones ha sido nominado a los premios Fútbol Draft que destaca a los mejores canteranos jóvenes de España.
Su primera convocatoria con el primer equipo llegó ese mismo año, cuando el Celta se enfrentaba al Deportivo Alavés, en un encuentro que terminó ganando el conjunto celeste por 1 a 0, aunque Diego no llegaría a debutar. Dos temporadas después, volvería a ir convocado con el primer equipo en un partido frente al C. A. Osasuna el 4 de octubre de 2020, en el cual tampoco pudo debutar y no volvería a ir convocado aun siendo un habitual del equipo B.
Abandonó la disciplina del conjunto vigués en junio de 2022 una vez finalizó su contrato. Entonces se marchó al F. C. Andorra, firmando por dos temporadas. En la segunda de ellas el equipo descendió a Primera Federación y, ya como agente libre al expirar su relación contractual, en julio de 2024 fichó por el Levante U. D.

### Selección de fútbol de España
Pampín ha sido internacional con la selección de fútbol sub-17 de España e hizo su debut en septiembre de 2016, en un partido disputado ante la Selección de fútbol sub-17 de Irlanda del Norte donde anotó su primer gol a los 4 minutos de la primera parte. Además fue campeón del Campeonato Europeo Sub-17 de la UEFA 2017 realizado en Croacia. También participó en la Copa Mundial de Fútbol Sub-17 realizado en India, donde obtuvo la medalla de plata al ser subcampeón.
Pampín también ha sido convocado a la selección de fútbol sub-19 de España. Su debut con ésta se produjo en noviembre de 2018, en un partido ante la selección de Noruega en San Pedro del Pinatar. Pampín disputó un segundo partido en enero de 2019 ante la Selección de fútbol sub-19 de Italia, en el estadio Alberto Pinto, en Caserta, Italia.

## Perfil futbolístico
Diego Pampín ha sido considerado por la crítica deportiva como uno de los futbolistas más destacados y con mayor proyección. Es reconocido por ser uno de los jugadores con mayor cantidad de partidos disputados en la plantilla del Real Club Celta de Vigo "B" que disputa la Primera División RFEF. Es un jugador de campo que juega en la demarcación de defensa, donde puede desempeñarse en la parte central o como defensor libre por la banda (también conocido como carrilero), con tendencia a participar ofensiva o defensivamente. Puede jugar como carrilero en la parte derecha de la zaga defensiva, teniendo en cuenta que es «zurdo cerrado». Jacobo Montes Couñago, quien fue entrenador del club durante varios meses, afirmó que Pampín es un futbolista en constante evolución que siempre ha proyectado un juego ofensivo.
Jugador ambidiestro que puede rematar o ejecutar centros, puede también jugar a pierna cambiada: «siempre le pegó con las dos, aunque en la izquierda tenía un cañón», según declaraciones de Raúl Martos, quien fue su técnico cuando era jugador del Victoria. Martos también afirmó que «a pesar del handicap de la estatura, tiene capacidad para ganar duelos». Sus cualidades defensivas le han llevado a la rareza de jugar en la demarcación de guardameta, donde lo hizo por primera vez en divisiones infantiles, pero también en la antigua Segunda División B, actual Primera División RFEF, ante el Peña Sport Fútbol Club en septiembre de 2019.

## Estadísticas

### Clubes
Actualizado al último partido disputado el 1 de junio de 2025.
| Club                        | País    | Año       | Partidos | Goles |
| --------------------------- | ------- | --------- | -------- | ----- |
| Real Club Celta de Vigo "B" | España  | 2017-2022 | 131      | 3     |
| F. C. Andorra               | Andorra | 2022-2024 | 67       | 1     |
| Levante U. D.               | España  | 2024-     | 35       | 1     |

### Selección de España
| Selección                            | Año                 | Partidos | Goles |
| ------------------------------------ | ------------------- | -------- | ----- |
| Selección de fútbol sub-19 de España | 2018-19             | 2        | 0     |
| Selección de fútbol sub-17 de España | 2016-17             | 6        | 1     |
| Total en su carrera                  | Total en su carrera | 8        | 1     |

### Resumen estadístico
| Categoría                                    | Partidos | Goles |
| -------------------------------------------- | -------- | ----- |
| Primera División RFEF                        | 131      | 3     |
| Segunda División de España                   | 53       | 1     |
| Copa del Rey                                 | 2        | 0     |
| Selección de España sub-17 y 19              | 8        | 1     |
| Total en su carrera                          | 190      | 5     |
| Estadísticas hasta el 11 de febrero de 2024. |          |       |

## Palmarés

### Copas internacionales
| Título                                 | Equipo                               | Sede    | Año  |
| -------------------------------------- | ------------------------------------ | ------- | ---- |
| Campeonato de Europa Sub-17 de la UEFA | Selección de fútbol sub-17 de España | Croacia | 2017 |

### Distinciones individuales
| Reconocimiento                                                       | Año  |
| -------------------------------------------------------------------- | ---- |
| Incluido en el XI ideal de la jornada 16 en la Primera División RFEF | 2021 |